# Шрайнер, Суини
Дэ́вид (Суи́ни) Шра́йнер (англ. David «Sweeney» Schriner; 30 ноября 1911, Саратов, Российская империя — 4 июля 1990, Калгари, Канада) — канадский хоккеист (левый крайний нападающий) и тренер.

## Биография, карьера
Родился в 1911 году в Саратове. По происхождению немец Поволжья. В раннем возрасте переехал вместе с родителями в Канаду.
Начал карьеру хоккеиста в 1925 году, участвуя в составе молодёжных команд. С 1934—1939 годах выступал за «Нью-Йорк Американс» (США), а в 1939—1943 и 1944—1946 годах — за канадскую хоккейную команду «Торонто Мейпл Лифс» («Американс» обменяли его на 5 игроков — Джимми Фоулера, Башера Джексона, Мюррея Армстронга, Элвина Ромнеса и Базза Болла). Всего Суини Шринер провёл 11 сезонов в НХЛ.
Один из первых призёров «Колдер Трофи» (сезон 1934/35); являлся обладателем двух кубков Стэнли (сезоны 1941/42, 1945/46).
Всего в регулярных сезонах сыграл 484 матча и набрал 405 очков (201 шайба + 204 передачи). В плей-офф сыграл 59 матчей и набрал 29 очков (18+11).
По завершении карьеры игрока непродолжительное время работал в качестве хоккейного тренера. В сезоне 1946/47 тренировал команду «Летбридж Мейпл Лифс», а в 1951/52 годах был тренером молодёжной команды «Крауз Нест Пасс Коулерс».
Включён в Зал хоккейной славы в 1962 году.
В дальнейшем до 1977 года работал в нефтегазовой промышленности. Был женат на Мари Шрайнер, имел двоих детей: сына Нормана и дочь Джоан. Нередко выступал перед молодыми хоккеистами в университете Калгари. Помимо хоккея, Шринер также увлекался игрой в кёрлинг и гольф.
Статистика НХЛ рассматривает Шрайнера как российского хоккеиста из-за того, что он родился в Российской империи. Шрайнер — первый в истории игрок НХЛ, который родился на территории современной России.